# Rohrer Sattel
Der Rohrer Sattel ist ein Pass in den niederösterreichischen Voralpen, der vom Zellenbach in das Piestingtal führt. Er weist eine Höhe von 864 m ü. A. auf und verbindet Rohr im Gebirge mit Gutenstein. Über ihn verläuft die Gutensteiner Straße (B21) mit einer maximalen Steigung von 8 %. Der Rohrer Sattel ist der niedrigste Übergang zwischen dem Haberkogel 1041 m ü. A. im Norden und dem Hochkogel 974 m ü. A. im Südwesten des Sattels.
Die Straße über den Rohrer Sattel wurde erst in den 1960er Jahren trassiert, nachdem zuvor der Verkehr über den etwa 100 Meter niedrigeren Haselrastpass verlief.
Beiderseits fließen Bäche, die den Namen Zellenbach tragen. Der ostseitige Gutensteiner Zellenbach fließt in die Piesting. Der westseitige Rohrer Zellenbach ist ein Nebenbach der Schwarza. Der Bach vom Pass zu diesem Zellenbach heißt amtlich Mausgraben, doch wird der Zellenbach als vom Rohrer Sattel kommend das ursprüngliche Konzept gewesen sein – wurden doch historisch die Quellen der Schwarza selbst hier gesehen. Dass Täler oder Bäche auf beiden Seiten eines Passes gleich heißen, findet sich in den Alpen öfter.